# Hintermühle (Gemeinde Grafenschlag)
Die Hintermühle ist eine ehemalige Mühle in der Marktgemeinde Grafenschlag im Bezirk Zwettl in Niederösterreich.

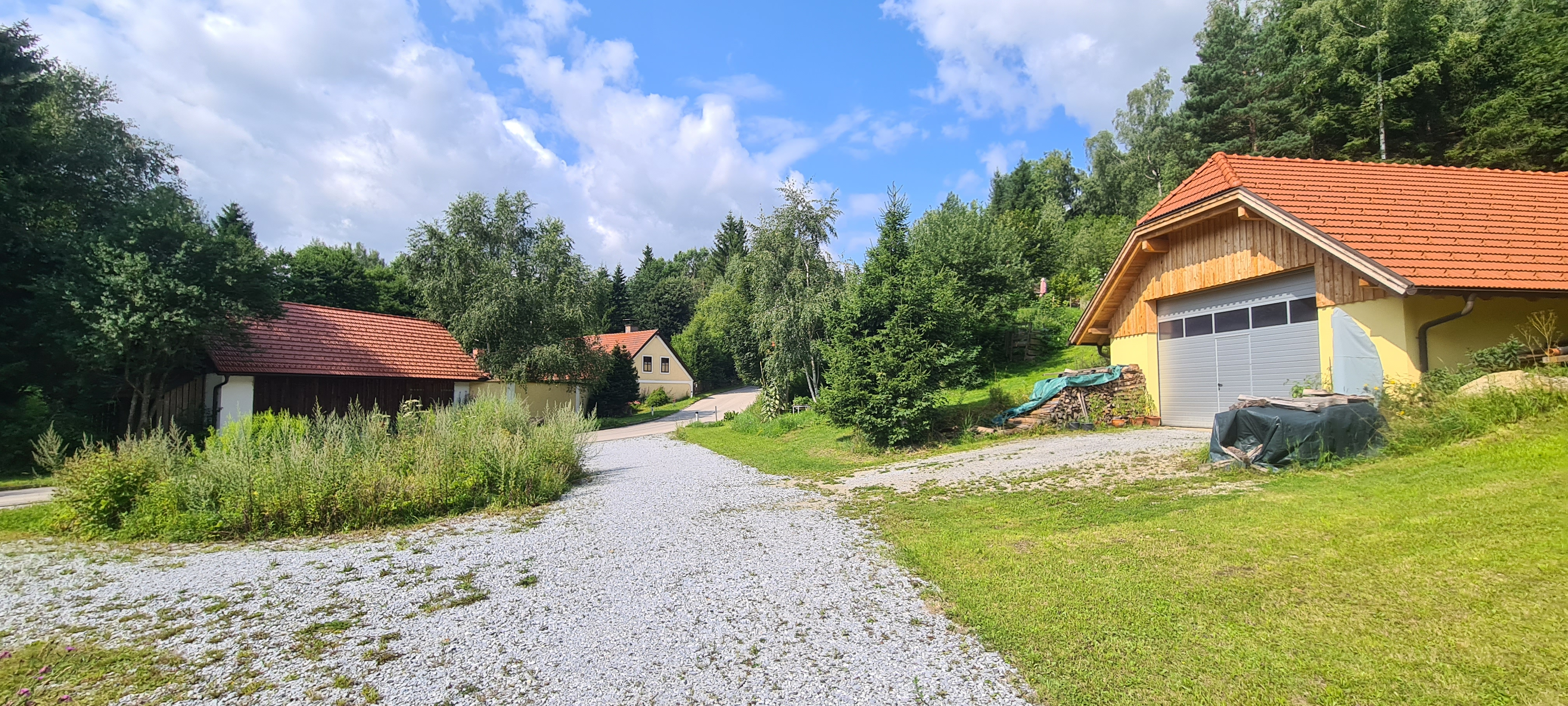
Blick auf die Häuser in der Ortslage Hintermühle

Die Einzellage befindet sich am Flusslauf des Purzelkamps an der Verbindungsstraße zwischen Kleingöttfritz und Bromberg und gehört zur Katastralgemeinde Bromberg.

## Geschichte
Die Mühle wurde 1556 zum ersten Mal schriftlich als Hindermüll genannt, bis in die 1960er Jahre wurde sie als Brettersägemühle betrieben. 

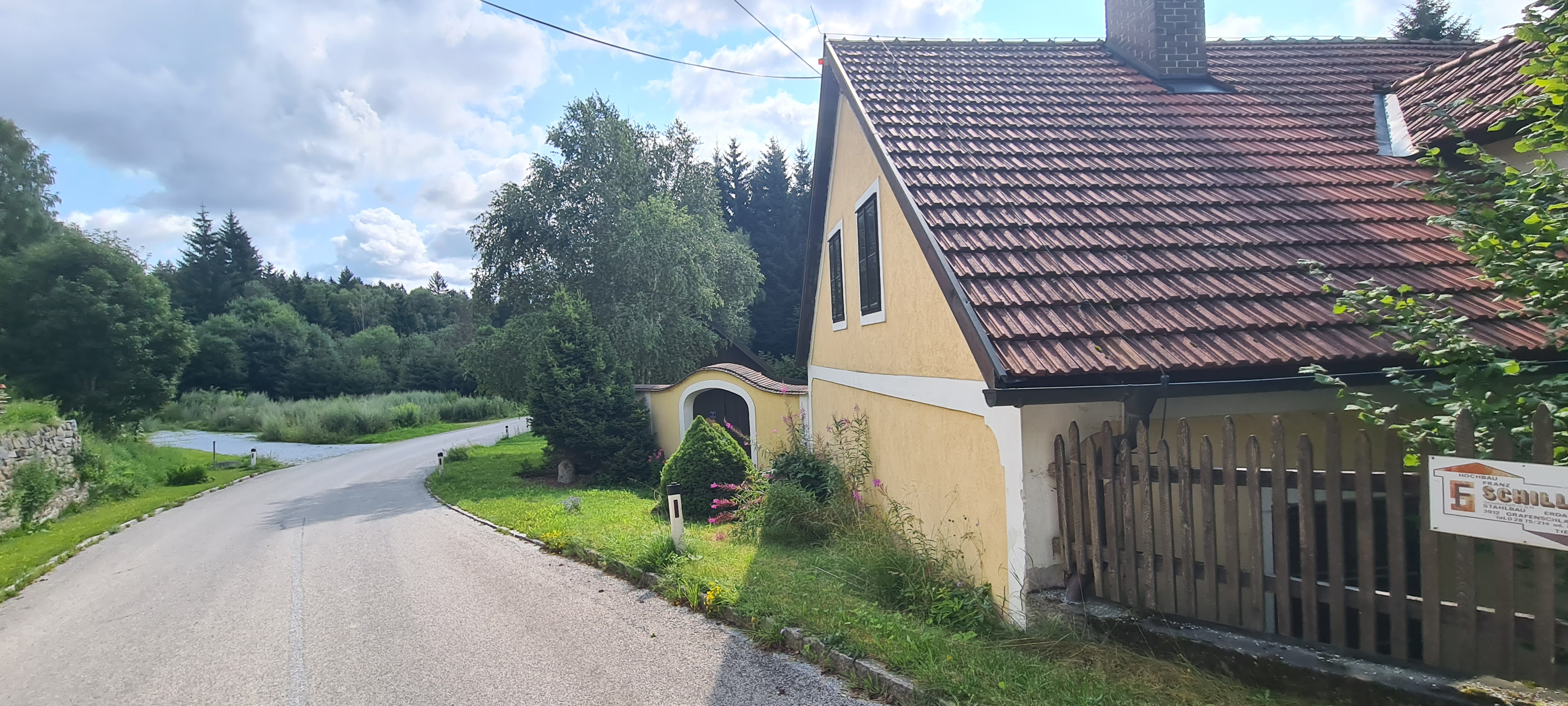
Blick auf die Hintermühle straßenseitig

Im Jahr 1822 wurde der es als Mühle genannt, das nach Grafenschlag eingepfarrt war, wohin auch die Kinder eingeschult wurden. Die Herrschaft Rappottenstein besaß die Ortsobrigkeit, übte die Landgerichtsbarkeit aus, besorgte die Konskription und hatte die Grundherrschaft inne.
Nach der Entstehung der Ortsgemeinden 1849 war sie als Teil von Bromberg der Gemeinde Kleinnondorf zugehörig und wurde nach deren Auflösung mit 1. Jänner 1967 ein Teil der Großgemeinde Grafenschlag.
Bereits 1758 kam die Hintermühle von der Pfarre Traunstein zur Pfarre Grafenschlag. Nach dem Erlöschen des Wasserrechts 1976 wurde die Mühle in den 1980er Jahren renoviert und das nördlich der Straße befindliche ehemalige Lager als eigenes Wohnhaus abgeteilt.

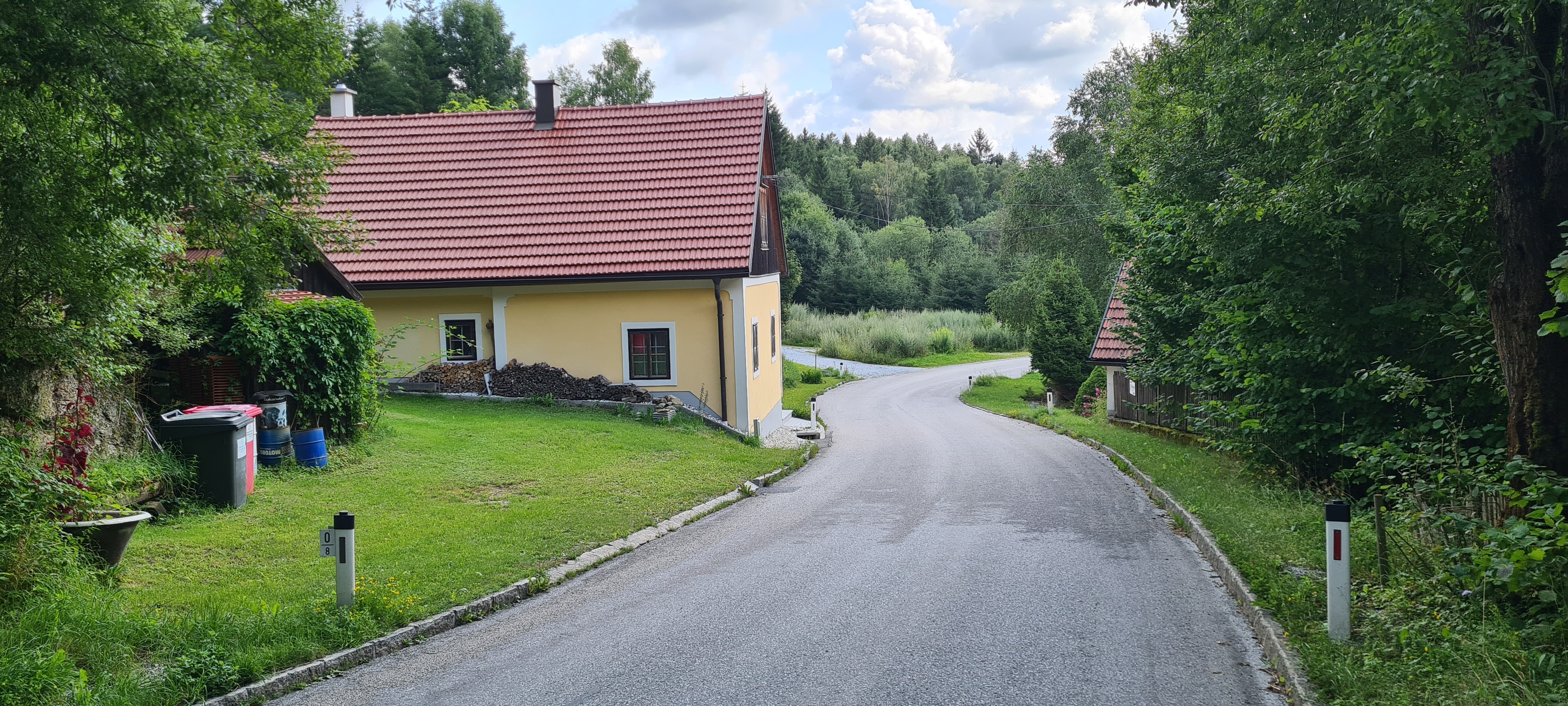
Blick auf das ehemalige Lager als eigenes Wohnhaus